# Florin Mina
Florin Mina (Tulcea, 3 de julho de 1959 — 2006) foi um jogador de voleibol da Romênia que competiu nos Jogos Olímpicos de 1980.
Em 1980, ele fez parte da equipe romena que conquistou a medalha de bronze no torneio olímpico.